# Claudia Carbo

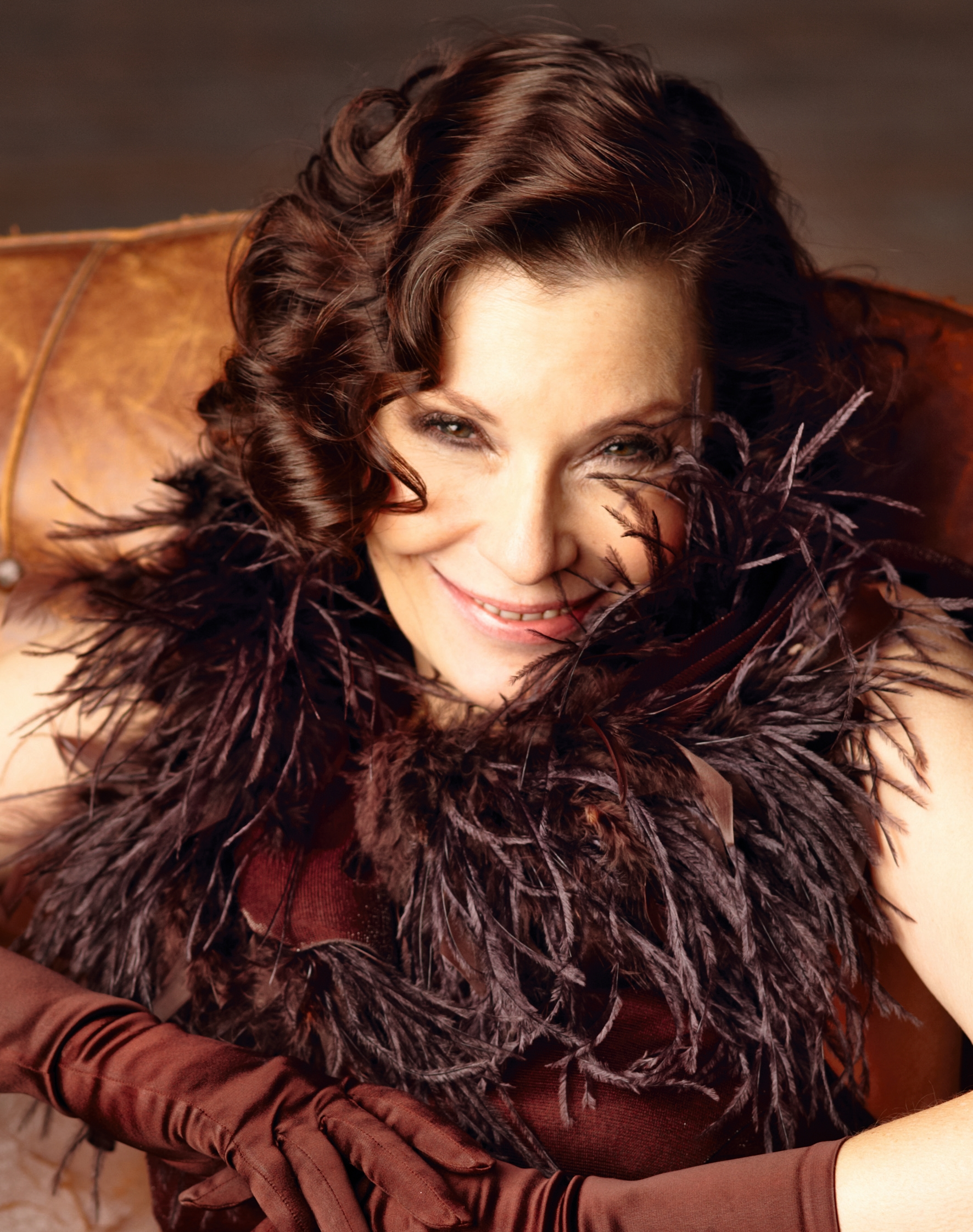
Jazz-Sängerin Claudia Carbo

Claudia Carbo, aufgewachsen in Lima, ist eine deutsch-peruanische Jazzsängerin. Bekannt für ihre Phrasierungen und Arrangements singt sie den klassischen Jazz der 1940er-Jahre sowie das komplette Spektrum des Latin Jazz.
Die gelernte Journalistin mit Wohnsitz in Wiesbaden begann 1997 relativ spät mit ihrer Musikkarriere. Sie arbeitete jahrelang als PR-Frau in der Wirtschaft und war 22 Jahre aufgrund der Heirat mit einem Peruaner in Lima. Mit Jazz war sie schon von ihrem Elternhaus vertraut – ihr Vater spielte Anfang der 1950er-Jahre neben seinem Studium im Jazzkeller Frankfurt.
Die Sängerin swingt durch die Standards des American Songbook und überrascht im nächsten Augenblick auf Spanisch oder Portugiesisch mit einer Bossa Nova und weiteren Nummern des Latin Jazz. Carbo, die eine klassische Gesangsausbildung absolvierte, hat mit prominenten Jazzmusikern in Konzerten und Aufnahmestudios gearbeitet, u. a. mit dem Pianisten Kirk Lightsey und Jimmy Woode.
Carbo verlegt ihre Alben unter eigenem Label. „Claudia Carbo hat das Feeling, das aus einem guten Song erst guten Jazz macht …“, berichtet das Fachblatt Jazz Podium über Claudia Carbo und die Stuttgarter Zeitung schreibt: „Mit Latino-Charme und einer sehr persönlichen Performance sind ihre Konzerte stets geprägt von musikalischer Leidenschaft und sinnlicher Ausstrahlung …“.

## Diskographie
- „Moods“, ccbeemusic, 2000
- „After Dark“, ccbeemusic, 2002
- „A Lovely Day“, ccbeemusic, 2005
- „Momento Latino“, ccbeemusic, 2007
- „The Chocolate Song“, ccbeemusic, 2010

## Verweise
1. ↑  Jazz Podium Oktober 2005, März 2004